# Euploea leachii
Euploea leachii är en fjärilsart som beskrevs av Felder 1865. Euploea leachii ingår i släktet Euploea och familjen praktfjärilar. Inga underarter finns listade i Catalogue of Life.